# René-Jean de Botherel du Plessis
Pour les articles homonymes, voir Plessis.
 (mars 2015).
Si vous disposez d'ouvrages ou d'articles de référence ou si vous connaissez des sites web de qualité traitant du thème abordé ici, merci de compléter l'article en donnant les références utiles à sa vérifiabilité et en les liant à la section « Notes et références ».
René Jean de Botherel du Plessis (La Chapelle-du-Lou, 6 mai 1745 - Londres, 6 août 1805) est un contre-révolutionnaire breton. Procureur général syndic des États de Bretagne au début de la Révolution, il s'efforça sans succès de défendre les prérogatives des États de Bretagne et du Parlement de Bretagne face aux autorités révolutionnaires. 

## Famille
René Jean de Botherel du Plessis épousa le 10 février 1767 à Saint-Broladre Anne Marie Charlotte de Saint-Genys, dont il eut sept fils et une fille.

Son fils cadet, Félicité Pierre de Botherel du Plessis (1770-1808), fut colonel dans les troupes de la chouannerie bretonne. Son cinquième fils, Constant de Botherel du Plessis (1776-1860), est l'auteur de la postérité subsistante de cette famille.

## Biographie
René Jean de Botherel du Plessis est nommé en 1786 procureur général syndic des États de Bretagne. En 1788, il est à la tête de la défense des prérogatives du Parlement de Bretagne contre les empiètements du pouvoir royal. Il est chargé de garder les droits et constitutions de la Bretagne et de « …nous opposer en conséquence à ce qu'il soit enregistré dans les cours souveraines de la Province aucun édit qui attaqueraient ses Droits… ». Il échoue dans son combat pour la conservation des structures administratives bretonnes en 1789. Il publie un ouvrage intitulé Protestations  à l'Europe le 13 février 1790, édité à Nantes et à Southampton le 3 février 1791.

« Nous protestons contre la transcription faite ou à faire sur les registres de prétendus décrets de l’assemblée ; contre toute promulgation et exécution qui pourraient en être faite par ordre de ces juges ou administrateurs, comme incompétents et sans qualités. En un mot nous protestons contre tous actes et décrets qui pourraient être préjudiciables ou attentatoires aux droits, franchises et libertés de la Bretagne, et nous déclarons formellement nous y opposer. »

— René Jean de Botherel du Plessis (Procureur Général, syndic des États de Bretagne), Au Plessis-Botherel, le 13 février 1790
À la fin de 1790, il émigre à Jersey où il assure la correspondance entre les chouans et l'Armée catholique et royale de Vendée, d'une part, et le comte de Provence et le comte d'Artois, d'autre part, qui se trouvent à Londres. En 1791, il sert d'intermédiaire entre les princes et Armand Tuffin de La Rouërie. Il est chargé de se procurer des armes, des cartouches, de la poudre pour la contre-révolution et il s'entend avec un capitaine de navire pour transporter en Bretagne, à un endroit convenu de la côte, 1 000 fusils envoyés à Jersey par M. de Calonne, ainsi qu'une partie des effets et munitions qu'il s'était procurés. Sur le point de partir rejoindre la Rouërie, le navire et la cargaison sont arrêtés, de l'ordre du lieutenant-gouverneur de l'île. Armes et munitions sont mises au château Elisabet.
À Jersey, il accueille les émigrés qui se présentent, et, conjointement avec l'évêque de Léon, Mgr de La Marche, il s'affaire pour obtenir du gouverneur anglais le secours nécessité par la détresse de beaucoup, sinon de tous.
Il prend part à l'expédition de Quiberon, le 25 juin 1795, avec son fils Henri François, né en 1777, qui est fait prisonnier et fusillé le 25 août 1795. René Jean de Botherel peut quant à lui s'échapper et rentrer à Londres.